# Kepler-57 b
Kepler-57 b (также KOI-1270 b)— экзопланета у звезды Kepler-57, расположенной в созвездии Лебедя. Планета находится на расстоянии 1271 св. года от Земли.
Ближайшая к звезде среди двух планет в системе. Была открыта транзитным методом на основе данных телескопа «Кеплер» в 2012 году.

## Характеристики

### Родительская звезда
Kepler-57 — жёлтый или оранжевый карлик. Звезда имеет массу 0,83 M⊙ и радиус 0,73 R⊙. Температура поверхности равна 5145 K (примерно 4872 °C). Для сравнения, температура поверхности Солнца составляет 5778 K. Видимая звёздная величина оставляет 15,5m.

### Физические характеристики
Kepler-58 b имеет радиус 0,2 RJ и массу 18,86 MJ.
Один год на этой планете примерно равен 5,73 земных дней.